# 2010년대 텔레비전 애니메이션 목록
다음은 2010년대에 방송된 텔레비전 애니메이션의 연도순 목록이다.
- 2010년 텔레비전 애니메이션 목록
- 2011년 텔레비전 애니메이션 목록
- 2012년 텔레비전 애니메이션 목록
- 2013년 텔레비전 애니메이션 목록
- 2014년 텔레비전 애니메이션 목록
- 2015년 텔레비전 애니메이션 목록
- 2016년 텔레비전 애니메이션 목록
- 2017년 텔레비전 애니메이션 목록
- 2018년 텔레비전 애니메이션 목록
- 2019년 텔레비전 애니메이션 목록